# 荣信达影视
荣信达影视 （又名：荣信达上海文化发展有限公司）是一家集文化IP综合运营、影视投资制作、艺人经纪以及娱乐营销、IP衍生系经营为一体的综合性文化机构。成立于1995年，公司前身北京荣信达影视艺术有限公司由中国著名电影人李少红、李小婉、曾念平于1995年在北京创立。20多年所生产的电视剧和电影作品在中国有广泛影响，获得多个国内外大奖，并培养一批优秀演员，如周迅、陳坤、楊冪、杨洋、李沁等人。

## 旗下的艺人
男艺人
- 陈政阳
- 张艺泷
- 肖阳
- 李浩滨
- 林雨申

女艺人
- 归亚蕾
- 王馥荔
- 毛晓慧
- 楷旋
- 杨懿
- 刘聪
- 钱冬旎
- 周毅

已解约
- 周迅
- 陳坤
- 楊冪
- 曾黎
- 杨洋
- 李沁
- 蒋梦婕
- 阚清子
- 于小彤

- 黄觉
- 徐海乔
- 宣璐
- 何琳
- 张檬
- 鲍起静
- 李依蔓
- 高洋
- 阎妮
- 缪俊杰
- 张衣
- 房子斌
- 李彦明
- 任思扬
- 杨晓波
- 杨雨婷
- 申珉熙
- 王培祎
- 董玥
- 南笙（罗小伊）
- 刘泯廷
- 马丹旎
- 刘丛丹
- 周雪菲
- 韩菲儿
- 欧巧合
- 李彦明
- 子洋
- 徐垚
- 李艳
- 马晓灿
- 吴军
- 常晓阳
- 姜彤
- 徐筠
- 徐菁遥
- 唐一菲
- 沈畅
- 贾妮
- 符馨尹
- 池华琼

## 影视作品

### 电影作品
- 《血色清晨》
- 《四十不惑》
- 《红粉》
- 《绿衣红娘》
- 《门》
- 《恋爱中的宝贝》
- 《生死劫》
- 《禧娃》
- 《小城之春》
- 《绝对隐私》系列
- 《红西服》
- 《盲探》
- 《越域重生》
- 《妈阁是座城》

### 电视剧作品
- 1996《雷雨》
- 1999《人间四月天》
- 1999《绿衣红娘》(周迅，赵文瑄，连凯)
- 2000《大明宫词》
- 2002《橘子红了》(周迅，黄磊)
- 2002《蟋蟀大师》(钟镇涛，吴军)
- 2003《买办之家》(周迅，吴军，陈坤)
- 2005《天地真情》
- 2006《麻辣婆媳》
- 2007《荣归》
- 2009《眼花缭乱》
- 2010《红楼梦》《麻辣婆媳2》
- 2013《花开半夏》
- 2017《卧底归来》
- 2018《茧镇奇缘》
- 2020《长相守》
- 2021《大宋宫词》
- 待播《亿万继承人》

## 国际合作

### 电影
- 《拉贝日记》（2009）
- 《缘》（又名《地球另一边的爱》）（2009）
- 《碟中谍III》（2006）
- 《桑桑与小猫》（2005）
- 《五行战士》（1997）

### 纪录片
- 《图兰朵——太庙版》（2003）-奥斯卡最佳纪录片
- 《消失的儿童》（2005）
- 《莫扎特与毛泽东II》